# Ljeskovica (kanton zenicko-dobojski)
Ljeskovica – wieś w Bośni i Hercegowinie, w Federacji Bośni i Hercegowiny, w kantonie zenicko-dobojskim, w gminie Žepče. W 2013 roku liczyła 177 mieszkańców, z czego większość stanowili Serbowie.